# 陳翠玉
陳翠玉（1917年2月9日—1988年8月20日），別號潤卿，是臺灣現代護理教育的創立者、生於臺灣彰化的一位護理師及民權政治運動者，她曾參與創辦臺大醫院護理部、臺大護校，並著手從事戰後時期臺灣護理教育的改良，此外，她還成立推動人權概念的「全球性婦女臺灣民主運動」（Women's Movement for Democracy in Taiwan）組織，以及發表支持臺灣成為中立國等語論。
她在職務資歷上為臺灣醫界中首位受過大學教育且獲得學位的臺灣籍護士，以及首位被世界衛生組織聘用的臺灣籍護士等。:8

## 生平

### 早年
自彰化女高畢業後，原先陳翠玉尚未決定未來人生方向，之後有次前往探訪住於廈門的叔叔時；因目睹到當時仍不整潔的廈門街鎮環境，而決定走向與衛生方面有關的職務。:23
之後陳翠玉前往日本就讀聖路加女子護理學校，在1941年畢業後，根據邱斐顯的說法，因陳翠玉成績良好加上能以日語及英語溝通，當時曾被挽留是否能繼續留下在日本服務，之後陳翠玉表示能回到家鄉臺灣服務而婉拒；根據總統府人事調查表，陳翠玉1942年1月至12月任職東京愛育研究所公共衛生護士。

### 學成返臺初期
返臺後，陳翠玉1943年3月至1945年8月曾在臺北保健館就職:25-26，1945年11月23日起任職臺灣省民政處衛生局技士，1946年5月因病離職。

#### 1947年年初至同年9月
這段時間經歷，民間說法與官方紀錄不同：
- 邱斐顯與陳翠玉學生李錦容的說法：1947年2月底在臺灣發生二二八事件、處於民眾與國民黨官員對立的時期裡，當時陳翠玉曾幫忙安置幾位擔心會遭受危害的政府官員，但事後該批政府官員仍將陳翠玉列為需清算槍決的人員名單中。之後在一些不願配合如此行動的其他官員及朋友幫忙下，陳翠玉於當年3月暫時離開臺灣前往加拿大避難[3]:27[4]。

- 官方人事紀錄：1947年1月陳翠玉派代臺灣省立臺北醫院護士部副主任[2]，3月14日臺灣省行政長官陳儀批准此陳翠玉派代案[6][5]，4月起陳翠玉兼任臺灣省訓練團講師至9月[2]。

#### 1947年9月至1949年
陳翠玉於1947年9月至1948年6月就讀加拿大多倫多大學的護理行政教育學系並取得學士學位，之後回到臺灣繼續任臺北醫院護士部副主任至1949年1月，同年2月起回到臺北保健館任護理組主任至12月，同7月起並任國立臺灣大學醫學院附設醫院護理部主任。

### 臺大護校
擔任護理部主任的陳翠玉以先前所受的西式教育；開始進行對於臺大醫院和護理教育與制度的改革，包含了成立臺大醫院的護理部、重新制定醫護人員工作職責內容、醫療環境衛生改善、增加產房和嬰兒室諸類現代設備等實行事項。:39-45
之後當時的臺大校長傅斯年肯定陳翠玉的能力，便讓陳翠玉於1950年成立國立臺灣大學醫學院附設醫院附設高級護士職業學校（臺大護校）、並讓她擔任該校首任校長。，1950年7月起陳翠玉任臺灣省護士公會理事長。1951年國民黨派遣至臺大護校擔任校內教官的劉淑章女士；因個人行事方式講究要把軍政與威權引入校園，往後逐漸與陳翠玉理念不合:92。1952年10月陳翠玉成為中華婦女反共抗俄聯合會委員，1954年前往美國波士頓大學取得護理行政碩士資格。:138。之後1956年劉淑章私下請人偽造文書，假冒出陳翠玉有涉嫌貪污的罪狀，陳翠玉因此遭地方法院判決需免職軟禁的處罰:124。後續陳翠玉雖得到最高法院宣判無罪證明清白，但感於受到打擊而決定離開臺灣前往海外。而臺大護校也在陳翠玉遠離後面臨終止校務運作情況。

### 海外運動
再次離開臺灣的陳翠玉之後前往中南美洲一帶，在世界衛生組織幫忙下擔任該地方一帶國家的衛生顧問，並長年居住於美屬波多黎各。而在世界衛生組織裡服務的十八年期間，為了符合職責規範陳翠玉雖未參與海外相關社團運動:160，但當時波多黎各人民爭取獨立的情況讓她理念走向支持臺灣獨立建國。
1980年從世界衛生組織退休後，陳翠玉開始參與臺灣相關的民主活動、及參加臺灣同鄉聯合會等社團:160-161。其中在1985年與居於夏威夷的柯喬治聯繫，請對方再寫一本關於臺灣歷史問題相關的書籍，當時因柯喬治身況不佳而同意讓陳翠玉代筆，之後發表出名為《面臨危機的臺灣》（The Taiwan Confrontation Crisis）一書。:163
隨後1986年陳翠玉組成促進臺灣民主、婦女地位為目標的組織「全球性婦女臺灣民主運動」（Women's Movement for Democracy in Taiwan），該組織除了以「WMDIT」簡稱、並以臺灣話中發音類似的字詞「穩得」作為稱呼。:165接著1988年陳翠玉發表一篇名為《美麗島共和國─東方瑞士》的論文，內容為期待臺灣能走向成為如瑞士一般的中立國。:182-1971987年陳翠玉回到臺灣發表與WMDIT組織理念相關演說、以及探望關於綠島的政治犯，而以上行動讓陳翠玉被當時的國民黨政府列為黑名單人物、並將她的返臺簽證取消。

### 返鄉離世

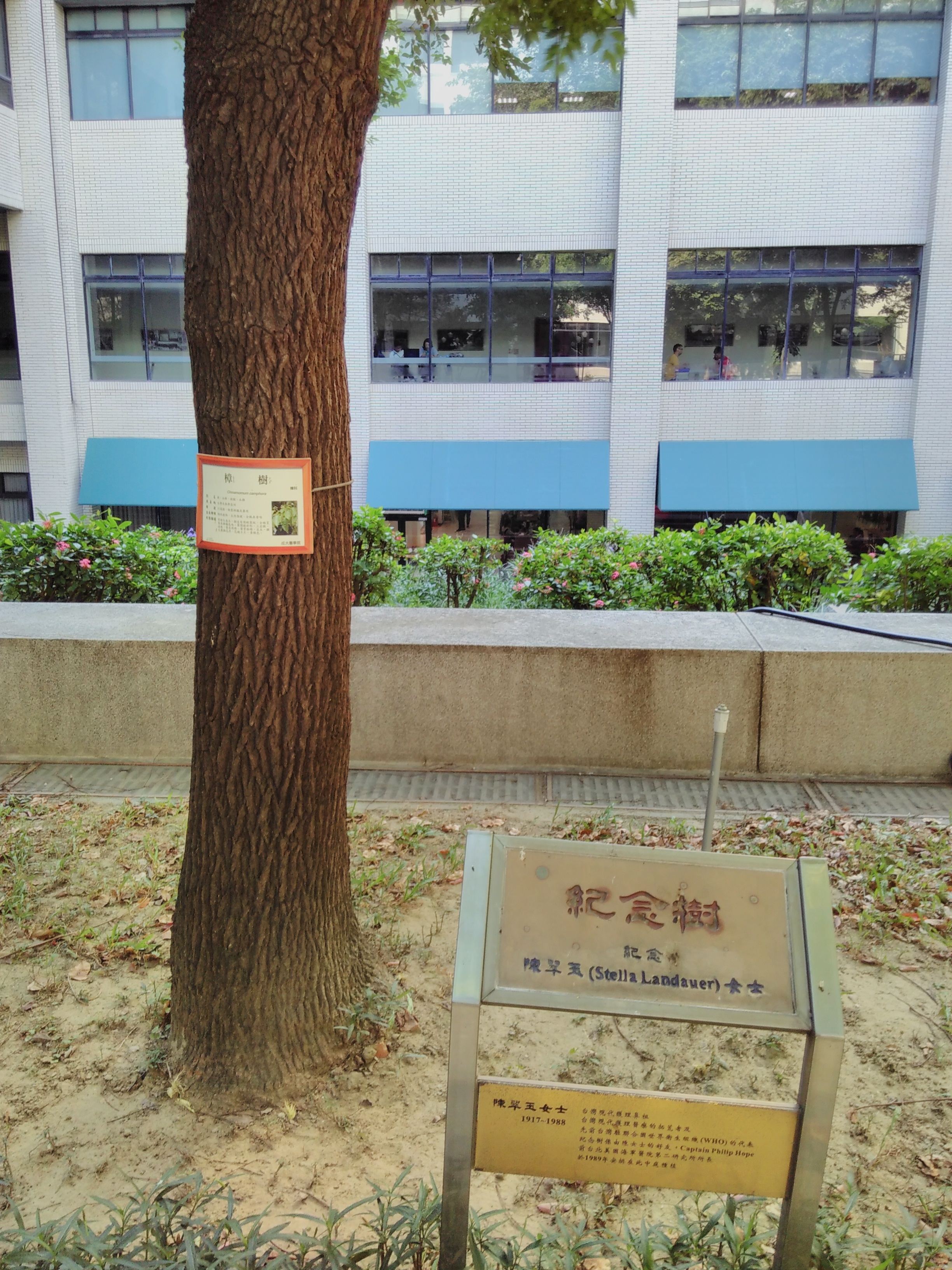
國立成功大學醫學院陳翠玉紀念樟樹

1988年世界因臺灣同鄉會首次於臺灣本地舉行，陳翠玉便想再次回到臺灣參加，但因個人返臺簽證因已遭取消而無法直接回臺，中間則以重新申請美國護照、並從新加坡轉飛方式才成功返臺。
但因年事高、身上已有狹心症與返臺前多處奔波，陳翠玉於7月31日回到臺灣後感到不適而前往過去所待的臺大醫院治療，在醫院期間陳翠玉仍併發出其它症狀；之後在8月20日離世。:236
陳翠玉的告別禮拜在8月26日於臺北市中山南路3號臺灣基督長老教會濟南教會（濟南基督長老教會）舉行，當時送葬隊伍曾在葬禮結束時前往總統府前遊行抗議。

## 家族
陳翠玉出生於彰化縣和美鎮，從小即與父母親參加臺灣基督長老教會和美教會，並受洗成為基督徒，小時陳翠玉父親因食用不新鮮的生魚片引發傷寒死去而成為單親家庭。:20-21
丈夫艾瑞克·藍勞（Eric Landauer）原先是居於上海、娶有一名中國妻子，從事世界衛生組織相關服務的德國猶太人。陳翠玉最初和他的會面是在1947年前往加拿大前、暫居上海時所認識，當時艾瑞克·藍勞曾提供了陳翠玉幫助:136-137。之後因1949年國民黨政府因國共內戰失利撤軍來臺緣故，當時時局混亂讓艾瑞克·藍勞打算前往臺灣、但因妻子仍堅持待在上海而失去聯繫。隨後在臺灣的艾瑞克·藍勞與陳翠玉逐漸往來，並在1955年結婚:138 。當陳翠玉因在臺大護校再次遭受迫害後而想至海外生活時，艾瑞克·藍勞也與她一同離開臺灣至波多黎各居住。而艾瑞克·藍勞則是在1980年離世:141。

## 個人作品

### 論文
- 婦女與臺灣文化
- 美麗島共和國─東方瑞士：1988年1月
- 建設新臺灣，婦女有使命：1988年6月

### 著書
- 面臨危機的臺灣（The Taiwan Confrontation Crisis、以柯喬治名義代筆）：1985年

## 外部連結
- 楊雅橘. . 臺灣基督徒女性靈修協會. 2019年7月4日  [2022年3月8日]. （原始内容存档于2020年10月22日） （中文（臺灣））.